# МП (трамвайный вагон)
МП (моторный первой очереди) — моторный вагон, выпускавшийся для санкт-петербургского трамвая Коломенским и Мытищинским заводами в 1908 г.

## История
При сооружении в Петербурге первой очереди трамвайной сети (1905–1909 гг.) наряду с заказом 190 моторных вагонов фирме “Бреш” 195 вагонов были заказаны двум отечественным заводам – Коломенскому и Мытищинскому. Первым было выпущено 94 вагона (№/№1191–1209, 1229–1273, 1319–1323, 1361–1385), вторым – 101 (№/№1210–1228, 1274–1318, 1324–1360). Вагоны проектировались как прицепные, но конструкция предусматривала возможность их переоборудования в моторные, что и было осуществлено уже в процессе постройки.
При введении в Ленинграде в середине 1930-х гг. буквенных обозначений серий трамвайных вагонов моторным вагонам Коломенского и Мытищинского заводов, построенным для первой очереди, была присвоена серия МП (МП-8 для вагонов с 8-оконным кузовом и МП-10 – с 10-оконным).

## Конструкция
Вагоны Коломенского и Мытищинского заводов конструктивно были одинаковы. Кузов имел несущую раму из швеллеров и деревянный каркас с металлической обшивкой. От площадок кузов отделялся перегородками с задвижными дверями. Наружные двери на площадках отсутствовали, входные проёмы закрывались низкими решётками. Деревянная крыша покрывалась парусиной или рубероидом, имела фонарную надстройку с открывающимися форточками. Сиденья были деревянными и располагались в кузове продольно. Вместимость вагона составляла 46 человек: 24 сидячих места, 6 стоячих мест в кузове и 16 – на площадках (6 на передней и 10 на задней). Позже номинальная вместимость была увеличена до 65 чел.
По сравнению с моторными вагонами “Бреш” у вагонов Коломенского и Мытищинского заводов площадки были удлинены на 375 мм, что позволило увеличить их вместимость, а также сделать ограждение рабочего места вагоновожатого. Поскольку длина площадок увеличилась, надстройка крыши вагона из эстетических соображений не имела скатов над площадками.
В вагоне предполагалось иметь отделения I и II классов, равные по размерам, в связи с чем кузов имел с каждой стороны по 4 окна одинаковой ширины. Однако уже во время изготовления вагонов деление на классы было отменено. Последние 57 вагонов получили, как и вагоны “Бреш”, два глухих широких и три опускающихся узких окна с каждой стороны.
Ходовая часть большинства вагонов была выполнена с сочленёнными одноосными поворотными тележками так называемого "нюрнбергского" типа, как и у вагонов “Бреш”. 17 вагонов (№/№1319–1335) имели несочленённые одноосные тележки Беккера. Кузов при этом опирался на каждую тележку посредством пятниковой поворотной опоры в задней части тележки и двух подвижных подпружиненных опор в передней её части. Рессорное подвешивание тележки Беккера состояло с каждой стороны из надбуксовой листовой рессоры и двух цилиндрических пружин, связанных с концами рессоры подвесками. Диаметр колёс вагона МП составлял 800 мм. На последних 57 вагонах были применены бандажи толщиной 65 мм вместо 50 мм, вследствие чего диаметр колёс увеличился до 830 мм.
Размещение электрооборудования AEG на моторном вагоне МП
Вагон имел непосредственную систему управления. Посты управления находились на обеих площадках. На 143 вагонах было применено тяговое электрооборудование фирмы "Вестингауз" с двигателями W-241 и контроллерами M-90. Остальные 52 вагона получили электрооборудование AEG с двигателями U-104 и контроллерами B-30. Двигатели обоих типов имели последовательное возбуждение. Их корпуса были разъёмными; устройства для вентиляции двигателей отсутствовали. Подвешивание двигателей было опорно-осевым.
Контроллеры M-90 имели при последовательном соединении двигателей пять ходовых позиций (из них четыре реостатные), при параллельном – три (из них две реостатные); тормозных позиций было шесть. У контроллеров B-30 имелось 10 ходовых позиций: шесть при последовательном соединении двигателей (в том числе три реостатные) и четыре – при параллельном (в том числе одна реостатная); на 5-й, 6-й, 9-й и 10-й позициях производилось ослабление магнитного поля двигателей путём шунтирования обмоток возбуждения. Тормозных позиций было семь.
Вагон имел автоматический непрямодействующий тормоз Вестингауза с цилиндром диаметром 203 мм. Питание сжатым воздухом производилось от осевого компрессора, находившегося на одной из тележек.
Освещение осуществлялось 16 лампами накаливания: 8 ламп находились в четырёх двухламповых плафонах в кузове, 2 – в одноламповых плафонах на площадках, 4 – в сигнальных фонарях на крыше, по одной лампе – в фарах ("буферных фонарях"). Лампы соединялись в три параллельные группы по 5 последовательно в каждой группе (фара включалась только на передней по ходу движения площадке).

## Эксплуатация
В пассажирском движении вагоны МП эксплуатировались с 1908 г. до 1930-х гг. В 1923 г. 10 вагонов на тележках Беккера были переоборудованы в грузовые, получившие обозначение ГМб (№/№Г1–Г10). Другие вагоны на тележках Беккера в дальнейшем переоборудовались в служебные.
В 1924–1926 гг. 84 вагона МП были переставлены на двухосную тележку с жёсткой базой, аналогичную тележке вагонов МВ, 50 вагонов переделаны в бестележечные; непереоборудованные вагоны на "нюрнбергских" тележках с конца 1920-х гг. использовались как прицепные. 10 бестележечных вагонов МП позже были переделаны в грузовые; они получили серию ГМп и номера списанных к тому времени вагонов ГМб.
В 1937–1938 гг. некоторые вагоны МП с двухосной тележкой прошли модернизацию с переделкой кузова по типу вагонов МВ. Эти вагоны также получили обозначение МВ, и им были присвоены новые номера.